# HD 10874
HD 10874，又名BD+45 447，SAO 37513、HR 518，是一颗恒星，视星等为6.32，位于銀經133，銀緯-15.54，其B1900.0坐标为赤經1h 41m 39.5s，赤緯+45° -15.54′ 54″。